# Ділянка лісу (заповідне урочище, Костопільський район, Базальтівське лісництво)
Діля́нка лі́су — лісове заповідне урочище в Україні. Розташоване в межах Костопільського району Рівненської області, на північ від села Головин. 
Площа 0,4 га. Створене рішенням Рівненського облвиконкому № 343 від 22.11.1983 року. Землекористувач: ДП «Костопільський лісгосп» (Базальтівське лісництво, кв. 17, вид. 15). 
В урочищі ростуть ялиново-соснові насадження віком понад 120 років. У підліску — ліщина звичайна, рідше бруслина бородавчаста. Це ділянка високопродуктивного лісу штучного походження із запасом деревини 420 м³/га. Відмічений регіонально рідкісний вид — первоцвіт весняний.